# Laferté-sur-Aube
Laferté-sur-Aube is een gemeente in het Franse departement Haute-Marne (regio Grand Est) en telt 361 inwoners (2004). De plaats maakt deel uit van het arrondissement Chaumont.

## Geografie
De oppervlakte van Laferté-sur-Aube bedraagt 32,9 km², de bevolkingsdichtheid is 11,0 inwoners per km².
De onderstaande kaart toont de ligging van Laferté-sur-Aube met de belangrijkste infrastructuur en aangrenzende gemeenten.

## Demografie
Onderstaande figuur toont het verloop van het inwonertal (bron: INSEE-tellingen).